# Семь Источников
Семь Источников (греч. Επτά Πηγές, Эпта́-Пэге́с) — родники на острове Родос. Находится примерно в 30 км от города Родоса и в 3 км от Колимбии.
Представляет собой мощный родник, выходящий на поверхность в семи рядом расположенных местах. Поток воды из родника впадает в реку Лутанис, которая затем попадает в бетонный туннель, построенный итальянцами в 1930-х годах специально для сбора воды и направления её в искусственное озеро. Озеро используется как небольшое водохранилище для орошения района Колимбия, и является единственным на Родосе водоёмом с пресной водой.

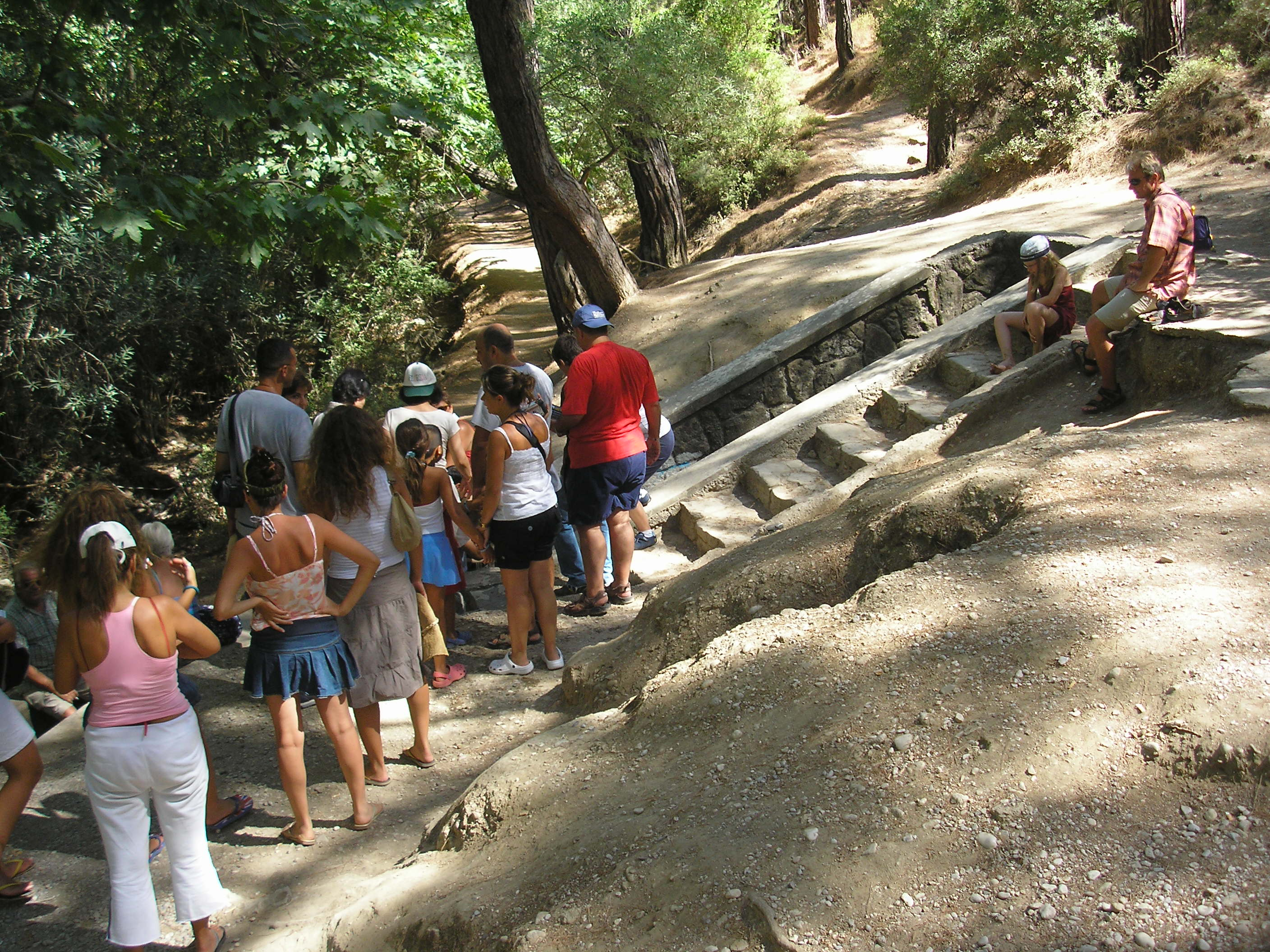
Туристы у входа в туннель

Узкий туннель (помещается только один взрослый человек) имеет длину 150 м, и не освещается. Только в середине есть вентиляционная шахта (её глубина от поверхности земли составляет 13 м), через которую в туннель проникает дневной свет. Туристам предлагают пройти по тёмному туннелю по щиколотку в воде, и «получить незабываемые впечатления».
Возле родника находятся ресторан и сувенирный магазин.